# Luigi Manzoni
Luigi Manzoni (Agordo, 29 luglio 1888 – Conegliano, 31 marzo 1968) è stato un agronomo e politico italiano.

## Biografia
Dopo essersi laureato in scienze agrarie all'università di Pisa nel 1912, fu docente e ricercatore con oltre 70 pubblicazioni. I temi a lui cari riguardavano l'anatomia della vite e i consumi idrici delle piante. Di lui si parla in occasione degli incroci Manzoni.
Nel giugno del 1933 divenne Preside sino al 1958 della Scuola enologica di Conegliano occupandosi della ripresa delle attività didattiche al termine della seconda guerra mondiale e della costituzione dell'Unione ex allievi.
Fu anche sindaco di Conegliano dal dicembre 1946 al febbraio 1949, una via porta il suo nome.
Ora riposa assieme alla moglie Augusta Ronchi nel cimitero di Lorenzaga di Motta di Livenza (TV).

## Gli incroci Manzoni
Il Prof. Luigi Manzoni, a partire dal 1924, cominciò per la prima volta in Italia una lunga serie di sperimentazioni sulla vite tramite incrocio con l'intento di individuare nuove varietà prima di uve da tavola ed in un secondo momento anche da vino.
In sinergia con il Prof. Giovanni Dalmasso impostò una serie di combinazioni di incroci utilizzando come parentali una varietà internazionale ed una autoctona trevigiana che vennero effettuati tra il 1924 e il 1930 e tra il 1930 e il 1935, con lo scopo di ottenere un vitigno ad uva bianca e a uva nera che potesse sostituirsi con vantaggio alle varietà sino a quel momento coltivate.
Alcuni di questi vitigni posseggono interessanti caratteristiche viticole ed enologiche e stanno assumendo oggi [2012] grande importanza per la produzione di vini "di qualità" Fonte: Strada dei vini del Piave. Gli Incroci più famosi e attualmente coltivati:
- Incrocio Manzoni 2.15 (Glera x Cabernet Sauvignon) denominato Manzoni rosso[2][3]
- Incrocio Manzoni 6.0.13 (Riesling Renano x Pinot bianco) denominato Manzoni bianco[4]
- Incrocio Manzoni 1.50 (Trebbiano x Traminer Aromatico) denominato Manzoni rosa[5]
- Incrocio Manzoni 13.0.25 (Raboso Piave x Moscato d'Amburgo) denominato Manzoni moscato[6]
- Incrocio Manzoni 2.14 (Glera x Cabernet Franc)[2]
- Incrocio Manzoni 2.3 (Trebbiano x Traminer Aromatico)[7]
- Incrocio Manzoni 3.25 (Afus Ali x Lignan Blanc) denominato Augusta (varietà uva da tavola)[8]